# Papírová chromatografie

Vzestupné uspořádání papírové chromatografie: 1 – víko vyvíjecí nádoby, 2 – papír, 3 – čelo mobilní fáze, 4 – mobilní fáze

Papírová chromatografie je dříve často užívaná, experimentálně jednoduchá, chromatografická technika dělení směsí látek, v planárním (plošném) uspořádání. Jedná se o rozdělovací chromatografii, kdy o pohyblivosti jednotlivých složek dělené směsi chromatogramem rozhoduje rozdělovací koeficient dělených látek. Dělené látky jsou unášeny kapalnou mobilní fází přes zakotvenou kapalnou stacionární fázi. Uspořádání papírové chromatografie může být dle směru pohybu mobilní fáze vzestupné, sestupné nebo i horizontální. Dělicí schopnost je zde ve srovnání s modernějšími metodami nižší a slouží spíše pro orientační měření složení směsí. Papírová chromatografie byla postupně vytěsněna metodou TLC.
Stacionární fází je nejčastěji voda adsorbovaná na nosič z atmosféry ve vyvíjecí nádobě. Nosičem stacionární fáze je čistá celulóza ve formě papíru.
Mobilní fáze je omezeně mísitelná až nemísitelná se stacionární fázi. Je to buď čistá látka, nebo směs látek různé polarity.

## Historie
Princip papírové chromatografie byl objeven v roce 1943 britskými chemiky Archerem Martinem a Richardem Syngem. Tato metoda umožnila separaci a identifikaci jednotlivých složek rostlin, díky tomu došlo k jejímu prudkému rozvoji po roce 1945.

## Instrumentace

### Chromatografický papír
je vyrobený z celulózy vysoké čistoty. Má přesně definovanou tloušťku, přesně definovanou pórovitost, přesně definované uspořádání vláken, má předepsaný směr toku mobilní fáze (komerčně dodávaný arch chromatografického papíru má obdélníkový tvar a mobilní fáze musí proudit ve směru delší strany).
Nanášení analytů nebo standardů na chromatografický papír se provádí pomocí kapiláry nebo mikropipety. Kapilárou se nanáší pro kvalitativní analýzu, mikropipety se používá pro  kvantitativní analýzu.

### Vyvíjecí zařízení
Vyvíjení se provádí v uzavřeném prostoru (vyvíjecí tank nebo jiná vhodná uzavíratelná nádoba). Důvodem je zamezení odpařování mobilní fáze a nasycení nosiče stacionární fázi

## Techniky vyvíjení

### Sestupná technika
Mobilní fáze se pohybuje seshora dolů.

### Vzestupná technika
Mobilní fáze se pohybuje zdola nahoru. Nevýhodou je snižování rychlosti pohybu mobilní fáze.

### Technika opakovaného vyvíjení
Používá několik mobilních fázi.

### Technika dvourozměrného vyvíjení
Papír je čtvercového tvaru. Provede se chromatografie první mobilní fází v jednom směru.
Chromatogram se vysuší a pak se provede chromatografie druhou mobilní fází, ve druhém směru, kolmém na první.

### Kruhová technika
Vzorek se nanese na střed kruhového filtračního papíru. Mobilní fáze se přivádí knotem do středu chromatogramu, odkud se pohybuje k obvodu a složky se rozdělí do soustředných kruhů.

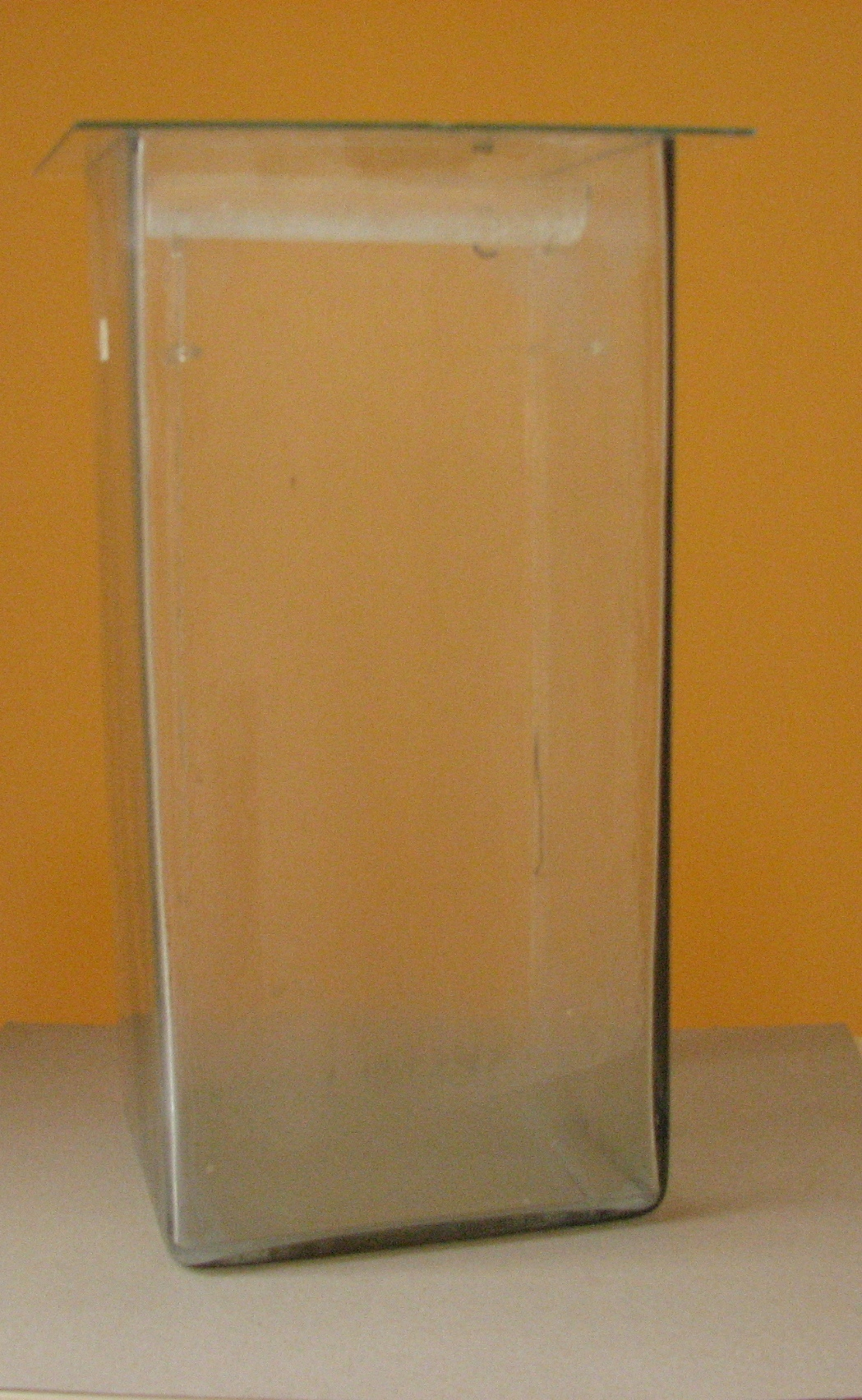
Vyvíjecí tank pro sestupné vyvíjení
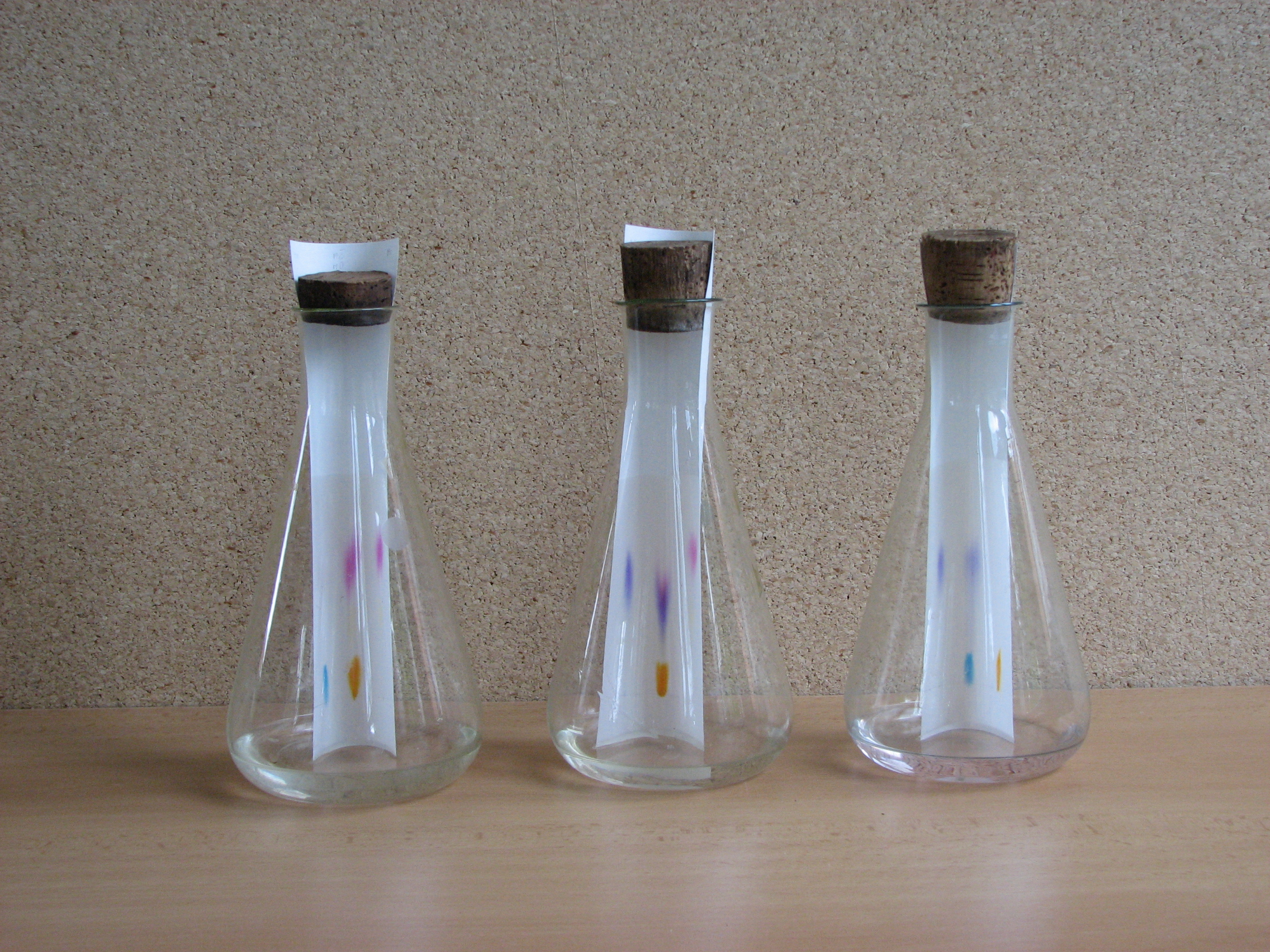
Vzestupné vyvíjení chromatogramu
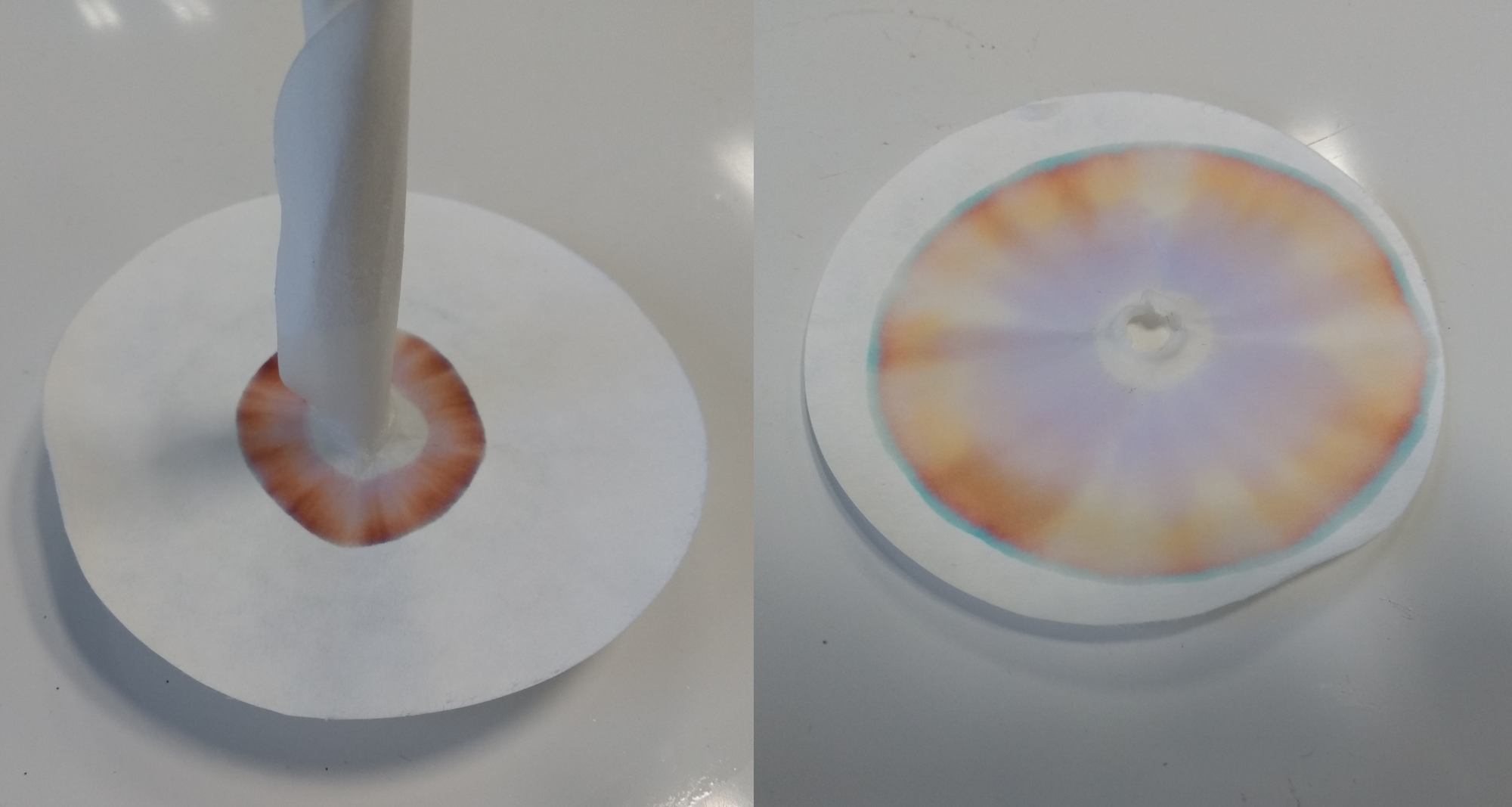
Kruhová chromatografie
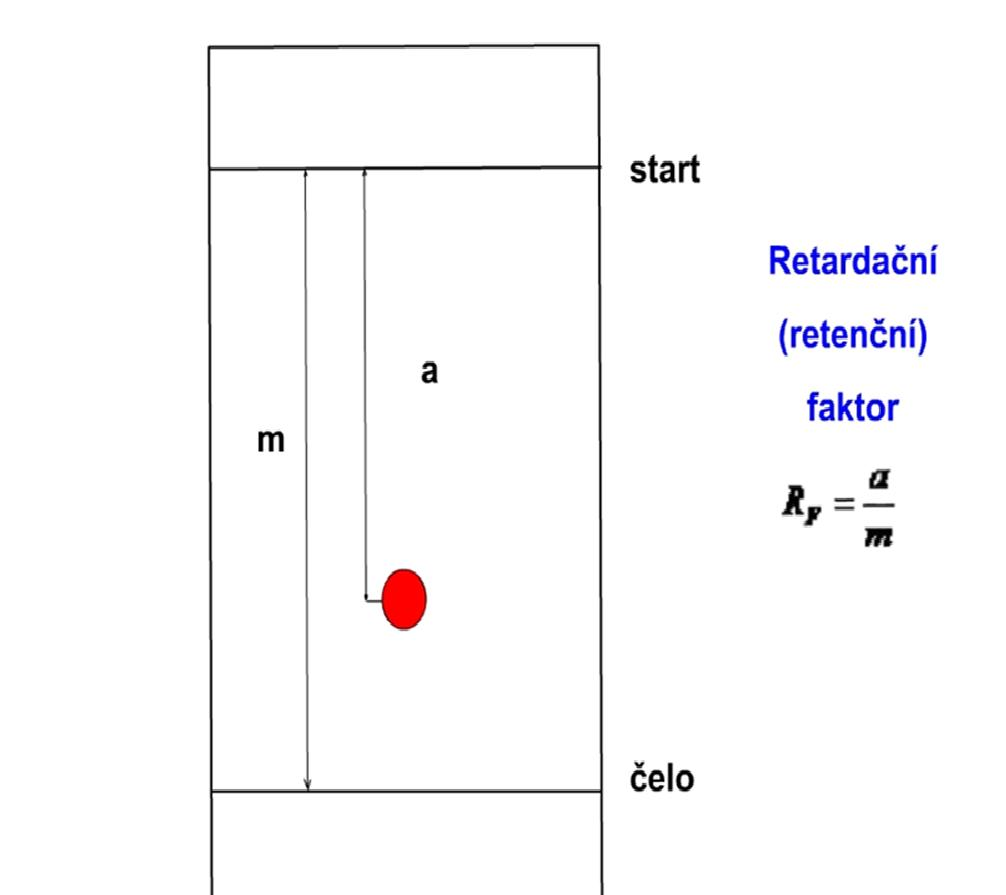
Retenční faktor

## Vyhodnocení chromatogramu

### Kvalitativní vyhodnocení
Kvalitativním ukazatelem analýzy je poloha skvrny analytu anebo standardu na chromatogramu, vyjádřená retenčním faktorem.
Retenční (retardační) faktor RF je dán poměrem vzdálenosti středu skvrny a od startu ku vzdálenosti čela mobilní fáze m od startu.
{\displaystyle R_{F}={\frac {a}{m}}}

### Kvantitativní vyhodnocení
Kvantitativním ukazatelem je plocha nebo intenzita zabarvení skvrny analytu na chromatogramu. Tyto hodnoty se vždy srovnávají s plochou nebo intenzitou zabarvení skvrny, kterou vytvořilo známé množství standardů za stejných podmínek chromatografie. Měření intenzity zabarvení skvrny se provádí spektrofotometricky.